# Tercan
Tercan ist eine Kleinstadt und das Verwaltungszentrum des gleichnamigen Landkreises (İlçe) in der türkischen Provinz Erzincan. Die Stadt Tercan liegt etwa 100 Straßenkilometer (ca. 64 km Luftlinie) östlich von Erzincan. Sie hat 5313 Einwohner und der Landkreis 16.636 (Stand 2020). Nahe der Ortsmitte sind zwei seldschukische Gebäude aus dem 13. Jahrhundert erhalten: die Karawanserei Mama Hatun Hanı und der Grabbau Mama Hatun Kümbeti.
Der Name ist armenischen Ursprungs. Eine Variante dieses Namens wird bereits bei Strabon erwähnt. Ein früherer Name war Mamahatun, benannt nach einer Herrscherin der Saltukiden im 12. Jahrhundert.

## Lage
Die von Erzincan in einem flachen Becken des anatolischen Hochlandes am Karasu, einem Quellfluss des Euphrat, entlang nach Osten führende E 80 verlässt kurz vor Tercan den Fluss, um wenig später wieder auf den Karasu zu treffen. 93 Kilometer östlich erreicht die Schnellstraße Erzurum. Die Bahnlinie zwischen den beiden Städten folgt dem Tal des Karasu in einem großen Bogen nördlich um Tercan herum. Einige Kilometer südöstlich der Stadt dient der 1988 fertiggestellte Tercan-Staudamm (Tercan Barajı) zur Stromgewinnung. Der Stausee wird vom Tuzla Çayı und Tuz Çayı gespeist, sein Abfluss fließt südlich an der Stadt vorbei und mündet in den Karasu. Eine am Gipfel des Kılıçkaya Dağı 2679 Meter hohe Bergkette nördlich von Tercan bildet die Wasserscheide zwischen dem Karasu-Tal und dem Tuzla-Tal. Im späten Mittelalter und in osmanischer Zeit führte eine Handelsroute zwischen Erzincan und Erzurum durch Tercan und eine weitere parallel dazu nördlich der Berge im Tal des Karasu.
Etwa zehn Kilometer westlich von Tercan und zwei Kilometer vom Dorf Mercan entfernt blieben die Reste der Kötur-Brücke zwischen Eisenbahn- und moderner Straßenbrücke, die hier den Karasu überqueren, erhalten. Die Ruine stammt wohl aus dem 16./17. Jahrhundert, vermutlich gab es einen älteren Vorgängerbau. Die Steinbrücke besaß acht Bögen, von denen nur noch die beiden äußeren Bögen mit den ansteigenden Straßenabschnitten erhalten sind, der Mittelteil verschwand Anfang des 20. Jahrhunderts.

## Landkreis
Der Landkreis Tercan ist der östlichste der Provinz Erzincan und grenzt an die Kreise Otlukbeli im Norden, Çayırlı und Üzümlü im Westen sowie an die Provinzen Erzurum im Osten, Bingöl und Tunceli im Süden.
Der Kreis wurde durch das Gesetz Nr. 3383 im Jahr 1938 von der Provinz Erzurum abgetrennt und als selbständiger Kreis der Provinz Erzincan zugeteilt. Er ist mit einer Fläche von 1614 km² der drittgrößte in der Provinz und hat die zweitgrößte Bevölkerung aller neun Kreise der Provinz. Der Landkreis hat mit 10 Einwohnern je Quadratkilometern die dritthöchste Bevölkerungsdichte (Provinzdurchschnitt: 20 Einwohner je km²).
Neben der Kreisstadt besteht er aus drei Gemeinden (Belediye): Mercan mit 2069, Kargın mit 2047 und Çadırkaya mit 1992 Einwohnern. Des Weiteren vervollständigen noch 70 Dörfer (Köy) den Kreis. Die Durchschnittsbevölkerung beträgt 75 Bewohner pro Dorf, das entspricht fast dem Provinzdurchschnitt. Başbudak ist 391 Einwohnern das größte Dorf.

## Stadtbild
Das Stadtzentrum von Tercan, das bis zum Beginn der türkischen Republik Mamahatun hieß, besteht im Wesentlichen aus einer Geschäftsstraße nördlich parallel zur E 80 und einer 100 Meter langen Straße rechtwinklig dazu, die beide verbindet. Reisebusse halten an der zentralen Abzweigung, dort befindet sich die einzige einfache Unterkunftsmöglichkeit. Im leicht ansteigenden Gelände dehnt sich nach Norden das kleine Wohnviertel aus.

### Mama Hatun Kümbeti

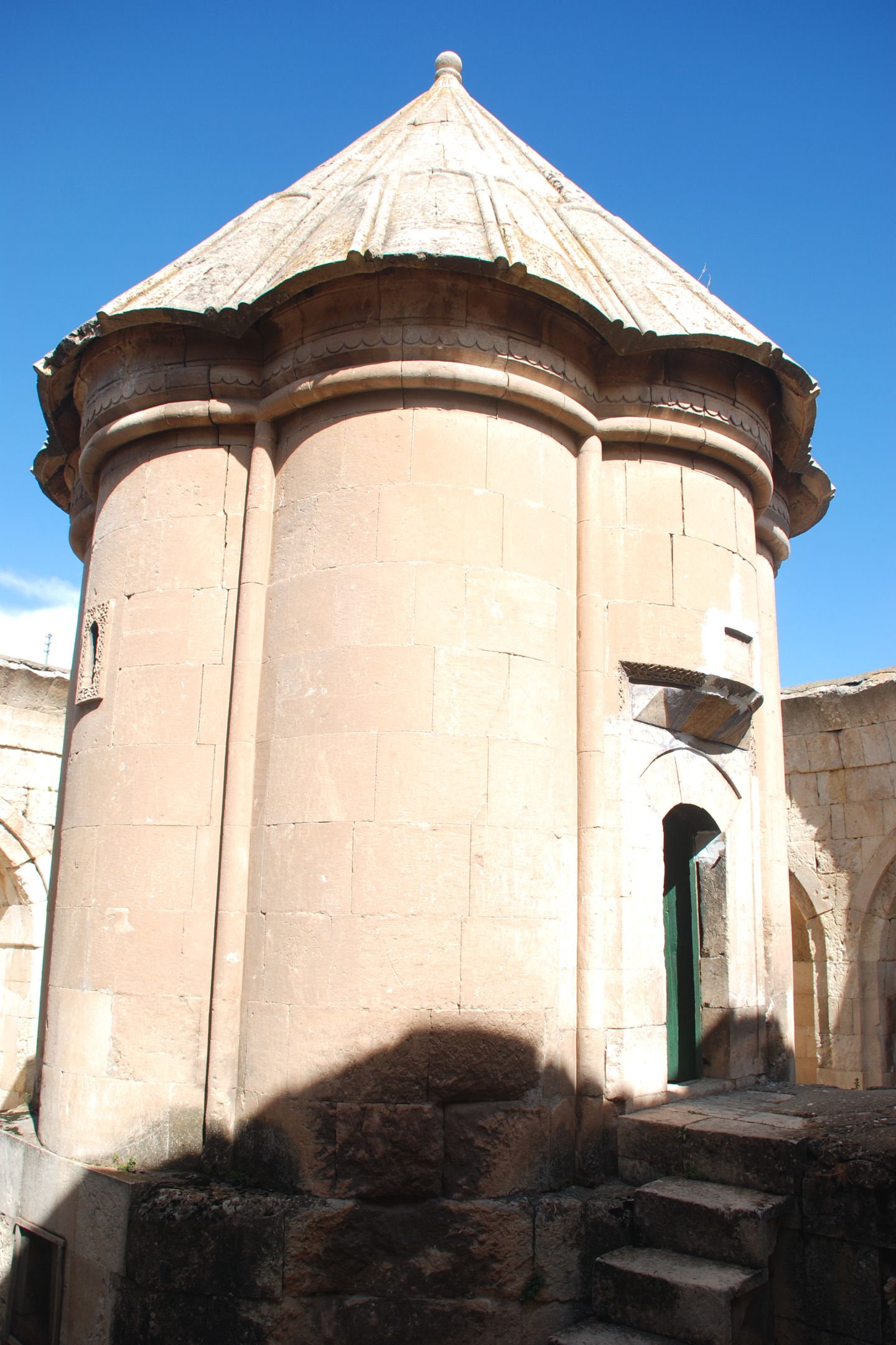
Mama Hatun Kümbeti. Grabturm

Die Karawanserei (türkisch han) und der Grabbau (türbe) stehen sich wenige Meter östlich der Ortsmitte gegenüber. Der Grabbau soll nach der lokalen Tradition auf Mama Hatun zurückgehen, die eine Tochter des saltukidischen Herrschers Izz al-Dīn Saltuq II. bin Alī (reg. 1132–1168) war und das Fürstentum (Beylik) von 1191 bis 1201 regierte. Um Mama Hatun ranken sich weitere Legenden, sie soll auch den Bau der Kötür-Brücke veranlasst haben.
Es gibt keine inschriftliche Datierung für die Türbe, die Bauzeit ist daher nicht eindeutig zu ermitteln. Als wahrscheinlich wird nicht das 12., sondern Mitte oder Ende 13. Jahrhundert angenommen. Zeitlich dazwischen liegt die Datierung ins Jahr 1192 und die Festlegung auf den Baumeister Prinz Sesi Muffada (genannt „der Schielende“) aus Ahlat am Van-See.

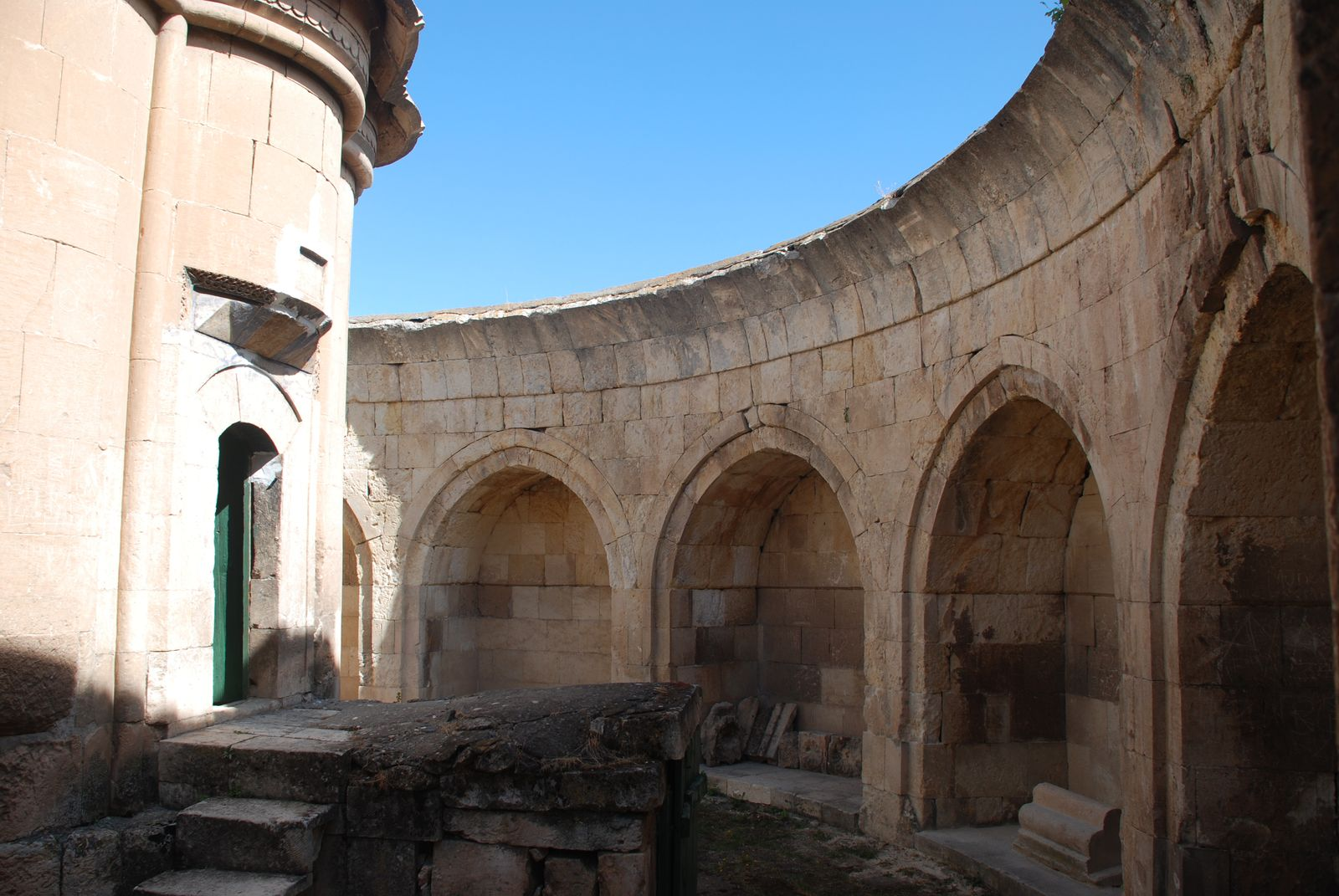
Mama Hatun Kümbeti. Nischen für Sarkophage im Hof

Der in seiner Form einzigartige seldschukische Grabbau besteht aus einem gerundeten Turm mit Kegeldach, wie er ähnlich in der persischen Architektur als gonbad bekannt ist, hiervon leitet sich die türkische Bezeichnung kümbet ab. Der Turm mit 4,60 Metern Durchmesser und über zehn Metern Höhe steht in der Mitte eines Hofes, der von einer kreisrunden Umfassungsmauer umgeben ist. Der äußere Durchmesser beträgt 17,35 Meter. Die glatte Turmwand wird durch acht flachrunde, aus der Kreisform vortretende Wölbungen, die von Wulstleisten getrennt werden, vertikal gegliedert. Dadurch ergibt sich ein gelappter Querschnitt, den Gesims und Dachtraufe übernehmen. Der Turm erhebt sich über einer oktogonalen Sockelzone, die den teilweise unter Bodenniveau liegenden Grabraum (Krypta) enthält. Zur Eingangstür an der Südseite des Turms führt eine seitliche Steintreppe hinauf. Im Bereich der Tür verläuft die Wand bis zur halben Höhe gerade und ist nur im oberen Bereich gewölbt. Im Innern sind die von drei winzigen Fenstern durchbrochenen Wände in halbkreisförmige Nischen entsprechend der Außenform unterteilt. Die vorkragenden Wandspitzen zwischen den Nischen münden in Rippen, die an der Kuppeldecke als Grate weiterlaufen und sich wie bei einem aufgespannten Schirm im Zentrum des Gewölbes vereinigen.

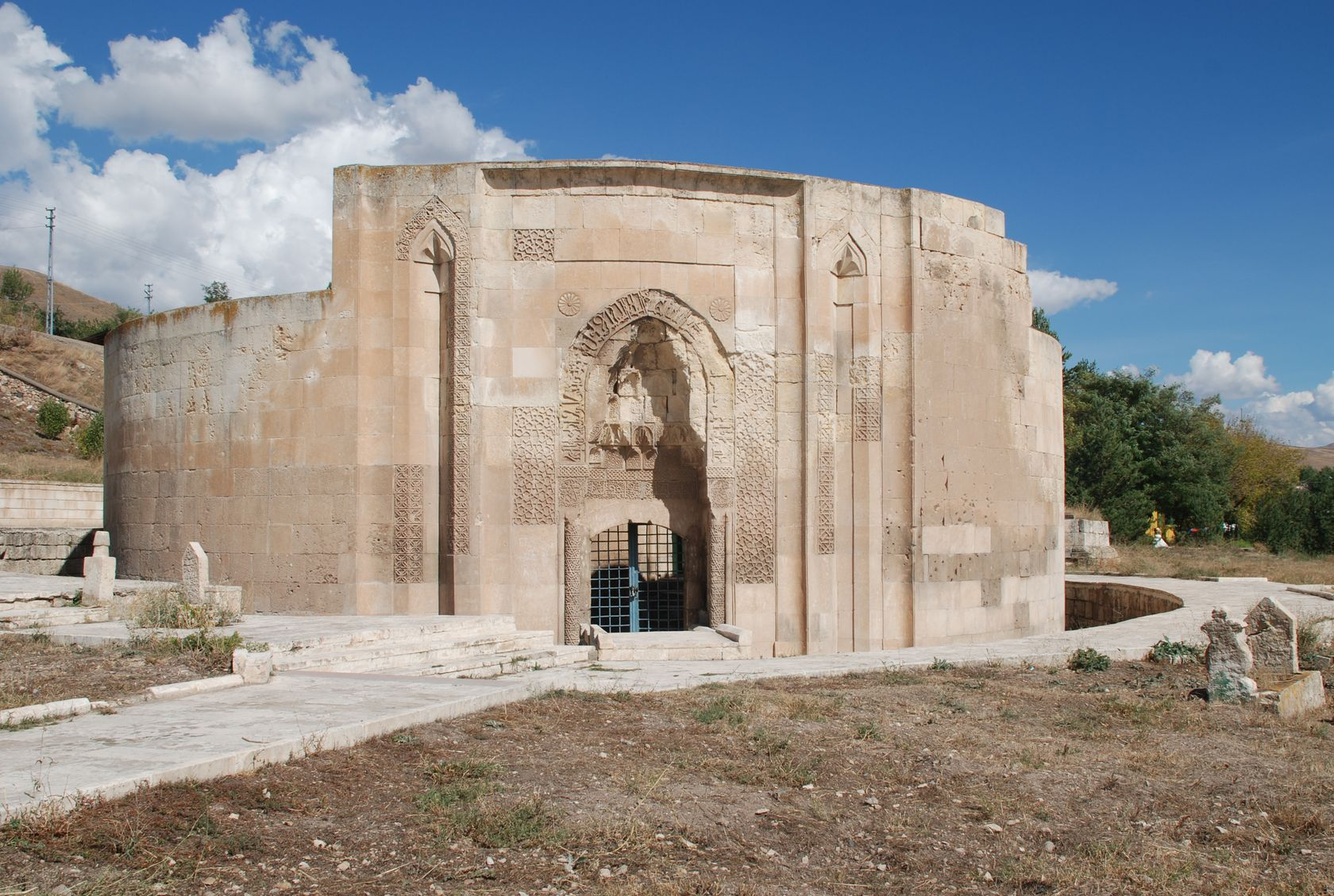
Mama Hatun Kümbeti. Portal

In die 4,5 Meter dicke Umfassungsmauer sind an der Hofseite elf spitzbogenförmige Nischen eingetieft, in denen früher Sarkophage vermutlich für Familienmitglieder der im Turm beerdigten Mama Hatun gestanden haben. Ein Sarkophag mit der Jahreszahl 1247 ist noch vorhanden. An der linken Seite des Portals befand sich innen ein Brunnen in einer kleinen weiteren Nische. Ihre Wölbung ist durch wabenförmige Muqarnas gestaltet und von einem Band aus Weinranken umgeben – ein für die seldschukische Architektur ungewöhnliches Ornament, das Vorbilder im georgischen Kirchenbau haben könnte. Rechts des Eingangs führen steile Treppenstufen zum Umgang auf dem Mauerrand. Das gesamte Bauwerk wurde umfassend restauriert. Die Umfassungsmauer endet heute an der Innenseite mit weit in einem Bogen vorkragenden Steinschichten. Möglicherweise gab es früher einen umlaufenden überwölbten Portikus.
Das Portal der Umfassungsmauer ist durch geometrische Flachreliefs aus ineinander verflochtenen Achtecken am aufwendigsten gestaltet. Nur ein Teil dieser breiten Ornamentbänder blieb erhalten. Über der spitzbogigen Muqarnas-Nische verläuft ein Schriftband in Kufi, auf dem die bekannte al-Ichlās-Sure zu lesen ist: „Sag: Er ist Allah, ein Einziger, Allah, der souveräne (Herrscher). Er hat weder Kinder gezeugt, noch ist er (selber) gezeugt worden. Und keiner kann sich mit ihm messen.“ An den Seiten des Eingangs finden sich weitere Kufi-Inschriften, die den Namen des Architekten oder Bildhauers (Abul-Name) und seinen Herkunftsort (Ahlat) angeben. Die Portallaibung bilden schlanke Säulen, deren Kapitellsteine an der Außenseite jeweils ein Medaillon mit einem Pentagramm tragen. Um dessen Zacken sind die Namen des Propheten Mohammed und der ersten vier Kalifen geschrieben. Zwei V-förmig in die Wand geschnittene Nischen auf beiden Seiten des Portals bilden eine symmetrische Einheit. Sie werden von denselben geometrischen Flechtbändern auf der Wandfläche umrahmt. An beiden Außenseiten grenzt eine Hohlkehle die gesamte Portalgestaltung von der übrigen Wandfläche ab.

### Mama Hatun Hanı

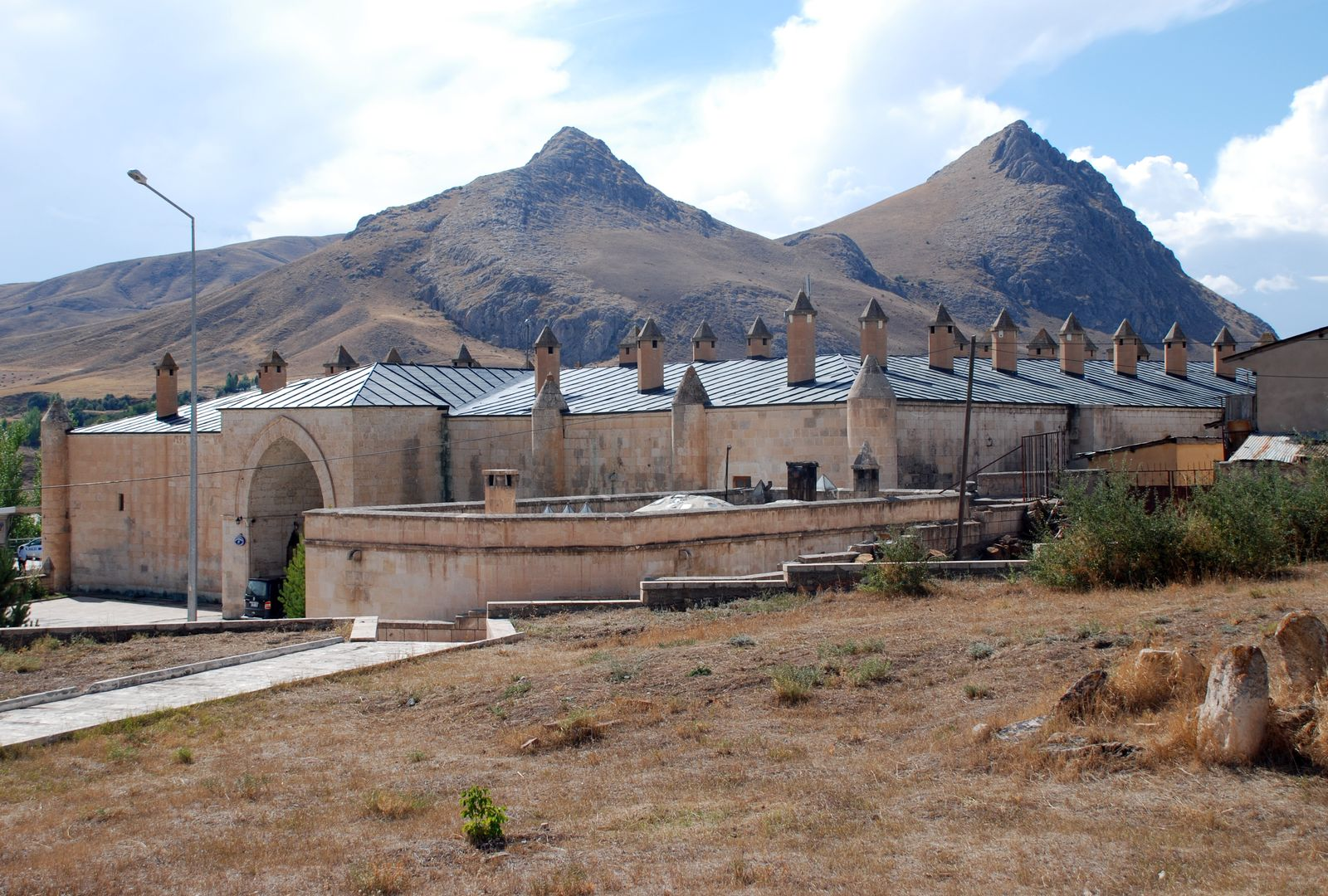
Mama Hatun Hanı. Portal an der Ostseite

Die Karawanserei bildet ein Quadrat von 51 Metern Seitenlänge. Die fast fensterlosen Wände werden an jeder Seite durch fünf runde Halbtürme verstärkt, die mit ihren spitzen Kegeldächern die Dachtraufe überragen. Den einzigen Zugang bildet ein an der Ostseite vorkragendes Portal mit Spitztonnengewölbe. In den zwei erhöhten Nischen an dessen Seitenwänden standen früher Wachleute. Durch eine lange Eingangshalle erreicht man den Innenhof, an dessen Nord- und Südseite je eine Reihe von fünf Kammern liegt, die durch ein Fenster über der Tür Licht erhalten. Sie waren durch kleine Feuerstellen beheizbar und dienten wohl als Unterkünfte für wohlhabendere Reisende. Die Kammern sind heute fast doppelt so lang wie in der ersten Bauphase. Ihre vorherige Größe ist an den Wänden der sich westlich anschließenden kleinen Iwane ablesbar, die beim Umbau anstelle der ursprünglich sechsten Kammern entstanden.
Im Westen beschließen drei große Iwane den Innenhof, der mittlere ist höher als die anderen. Ihre repräsentative Architektur ist in dieser Reihenanordnung für eine schlichte Karawanserei ungewöhnlich. Ob sie als Freiluft-Schlafplätze im Sommer oder als Unterstände für Kamele dienten, ist nicht bekannt. Über einen schmalen Quergang im Osten waren von der Eingangshalle die an der nördlichen und südlichen Außenwand liegenden riesigen Hallen erreichbar, in denen die Tiere untergebracht waren und wohl auch die einfachen Leute übernachteten. Im Abstand von fünf Metern verstärken Querrippen die Tonnengewölbe der sich über die gesamte Seitenlänge erstreckenden Hallen. Sie werden durch kaminartige Aufsätze im Dach belüftet. Separate Räume zu beiden Seiten der Eingangshalle dürften als Warenlager gedient haben.
Die Karawanserei besaß kein eigenes Bad. Nicht mit dem Gebäudekomplex verbunden, aber in der Nähe stand ein kleines Badehaus zur Verfügung. Die vollständig restaurierte und umgebaute Karawanserei beinhaltet heute ein Restaurant.

## Persönlichkeiten
- Alev Irmak (* 1980), österreichisch-türkische Schauspielerin